# Sphyrotheca confusa
Sphyrotheca confusa är en urinsektsart som beskrevs av Jerry Allen Snider 1978. Sphyrotheca confusa ingår i släktet Sphyrotheca och familjen Sminthuridae. Inga underarter finns listade i Catalogue of Life.